# Cabanya del Prat de la Barroca
La Cabanya del Prat de la Barroca és una obra de Tona (Osona) inclosa a l'Inventari del Patrimoni Arquitectònic de Catalunya.

## Descripció
Estructura d'un sol cos de planta rectangular, sense finestres i amb una sola entrada amb llinda de fusta i brancals de carreus escairats i carejats. El més interessants és el parament. Només la part baixa de l'estructura és de carreuons de pedra molt irregulars, agafats amb morter (1mts). La resta és de tàpia. Es veu clarament l'amplada de les tapieres. Ha estat restaurat recentment, canviant la teulada i mantenint la resta de construcció.

## Història
La majoria de masos de la zona tenien un cabanya prop de la casa per guardar-hi la palla i els farratges i protegir-los de la humitat. Però no totes s'han conservat com aquest, algunes han set restaurades, mentre d'altres han set substituïdes per garatges o nous coberts.